# Streblosoma spiralis
Streblosoma spiralis är en ringmaskart som först beskrevs av Addison Emery Verrill 1874.  Streblosoma spiralis ingår i släktet Streblosoma och familjen Terebellidae. Inga underarter finns listade i Catalogue of Life.